# Szent Nilamon
Szent Nilamon (? – 404) szentként tisztelt ókori egyiptomi remete.
Egyszerű egyiptomi remete volt, akit szent élete miatt egy idő után püspökké akartak választani. Az alázatos Nilamon tiltakozott a kitüntetés ellen, azonban erőnek-erejével tisztelői magukkal vitték felszentelni. A legenda szerint Nilamon útközben Istenhez fohászkodott, hogy segítsen „szorult helyzetén”, Isten pedig az imádkozás közben magához hívta Nilamon lelkét. Ünnepét az egyház január 6-án üli.